# Карп, Юзеф Михаил
Юзеф (Йозафат) Михал Карп (пол. Józef Michał Karp; до 5 мая 1679 — 10 декабря 1739, Полесье) — католический религиозный и государственный деятель Речи Посполитой и Великого княжества Литовского, епископ Жемайтийский (1736—1739), секретарь духовный Великого княжества Литовского (с 1724), секретарь королевский (с 1708), куратор Вильно, священник Тракая .

## Биография
Шляхтич герба Карп.
В 1703 году был помощником стольника в Смоленске. Будучи на службе великого канцлера Литовского Кароля Станислава Радзивилла, в 1706 году поддерживал вместе с ним избрание королём Польши и великим князем Литовским Станислава Лещинского. Укрывался от русских войск в Данциге и Щецинеке, где хранил вверенные ему книги Литовской метрики. С 1707 г. жил в Кёнигсберге . После 1717 г. был избран членом Трибунала Великого княжества Литовского. В 1719 году был рукоположен в священники. В 1720 году — Каноник виленский.
В 1735 году подписал резолюцию Генерального совета Варшавской Конфедерации в поддержку избрания Августа III.
В 1736—1739 годах — ординарий Жемайтии.
Похоронен в г. Варняй.